# Grandmaster Caz

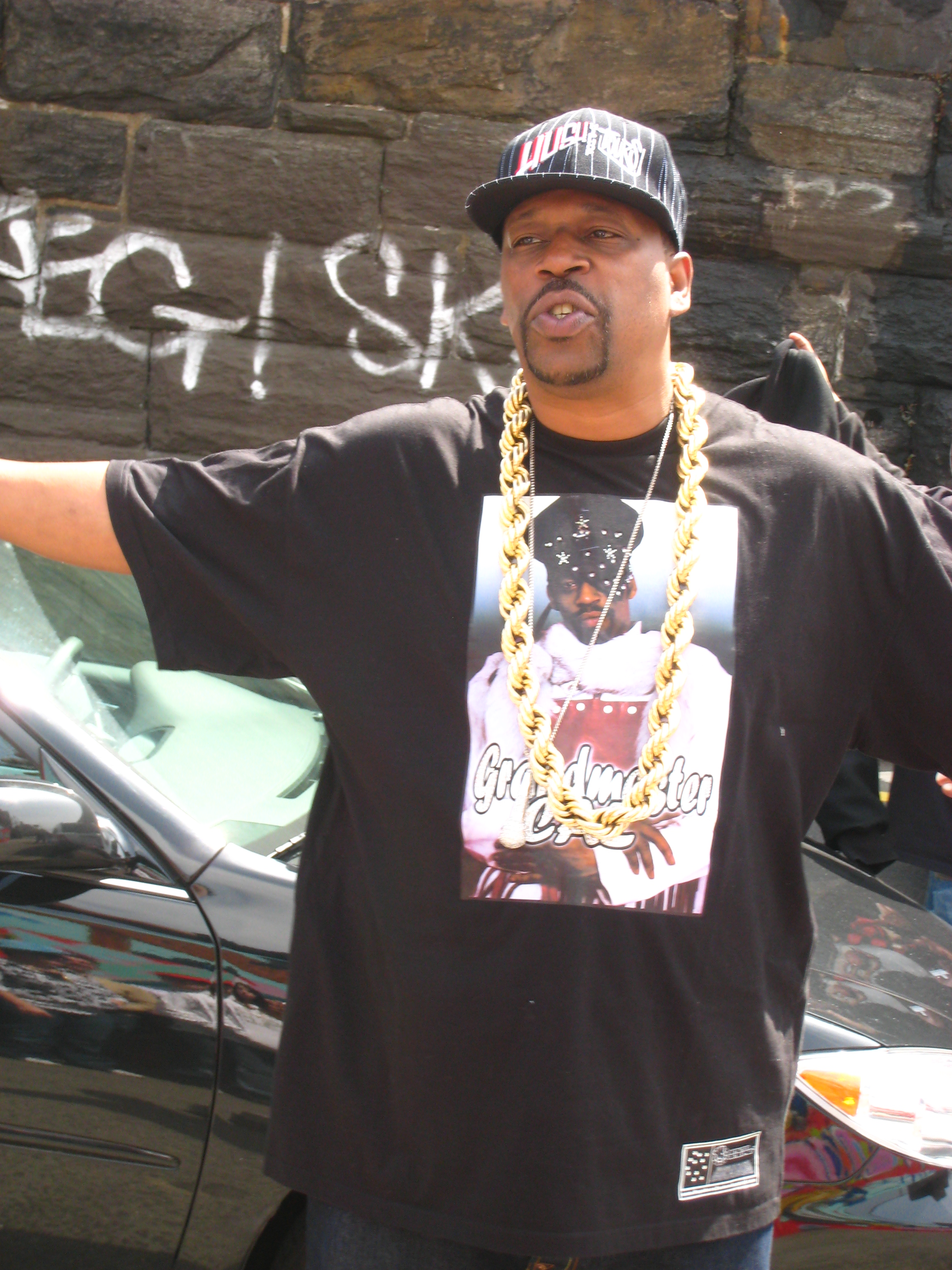
Grandmaster Caz (2007)

Grandmaster Caz (* 18. April 1961 in der Bronx; bürgerlich Curtis Fisher) ist ein US-amerikanischer MC, Rapper, Songwriter und DJ. Er gehört zu den Hip-Hop-Künstlern der ersten Stunde und ist der erste des Genres, der gleichzeitig als DJ und MC agierte. Momentan arbeitet er auch als Touristenführer für Hush Hip Hop Tours, einer Firma, die Interessierte durch die für Hip-Hops Geschichte wichtige Orte führt. Zudem ist er Mitglied der Universal Federation for the Preservation of Hip Hop Culture.
Durch das Lied Rapper’s Delight, welches heute als die erste international erfolgreiche Single des Hip-Hop-Genres gilt, erlangte er indirekt größere Bekanntheit, da er die Lyrics von Big Bank Hanks Part geschrieben hatte, was ihn – wenn auch unfreiwillig – zum ersten Ghostwriter in der Geschichte des Hip-Hops macht.

## Biografie
Caz wurde in der Bronx geboren und wuchs dort auch auf. Hip-Hop begann in den 1970er Jahren als Partyveranstaltungen in den Wohnblocks der Bronx, so nahm Caz erstmals an einer Blockparty von Kool DJ Herc, dem „Urvater“ des Hip-Hop-Genres, im Jahr 1973 teil. Inspiriert von Kool DJ Herc, begann Caz, nachdem er sich das nötige Equipment besorgt hatte, als DJ aufzutreten und nannte sich Casanova Fly.
Später bildete er ein Team mit JDL, gemeinsam nannten sie sich Notorious Two. In dieser Zeit begann er auch, zusätzlich zu seiner Tätigkeit als DJ, zu rappen. Zwischen 1978 und 1979 schlossen sich Caz und JDL den Cold Crush Brothers an, seitdem tritt er nur noch als Rapper bzw. als MC in Erscheinung.
Mit den Cold Crush Brothers produzierte Caz in den frühen 1980er Jahren mehrere Singles für das Label Tuff City und gehörte mit seiner Gruppe zu den angesagtesten Live-Rap-Bands in New York vor der Run-DMC-Ära. In den späten 1980er Jahren widmete sich Caz wieder seiner Solokarriere und veröffentlichte einige Platten, die allesamt auf eher geringe Resonanz stoßen. Sein letztes Studioalbum erschien im Jahr 2008.

## Die Big-Bank-Hank-Kontroverse
Big Bank Hank, der mit der Sugar Hill Gang und dessen Lied Rapper’s Delight seinen Durchbruch schaffen konnte, hatte die Raps seines Parts in Wahrheit von Grandmaster Caz geliehen, die in dessen Notizbuch standen. Wie Caz enthüllte, sei Big Bank Hank eines Tages und kurz vor der Veröffentlichung des Liedes bei Caz zu Besuch gewesen und habe ihn gefragt, ob er sich ein Notizbuch von ihm leihen könne, in dem Lyrics von Caz drinstanden. Da Big Bank Hank zu dieser Zeit Manager von Grandmaster Caz war, bejahte er dies. Laut Caz habe Big Bank Hank die Lyrics, die in seinem Notizbuch standen, direkt übernommen. Dies werde zum Beispiel bereits zu Beginn des Parts deutlich, der mit „Check it out, I’m the C-A-S-A, the N-O-V-A, and the rest is F-L-Y“ beginnt (Grandmaster Caz benutzte, wie bereits im Abschnitt „Biografie“ erwähnt, in seinen Anfangsjahren Casanova Fly als Pseudonym). Mit dieser Anschuldigung konfrontiert, erklärte Big Bank Hank, dass er Caz seinen Missmut zwar verstehen könne, jedoch hätten er und Caz die Lyrics gemeinsam geschrieben.
Im Jahr 2000 brachte Caz die Single MC Delight auf den Markt, in der er abermals klarstellt, dass er Big Bank Hanks Lyrics bei Rapper’s Delight geschrieben hat, und das er dafür niemals Dank oder ähnliche Würdigungen erhalten hat. Als Big Bank Hank am 11. November 2014 an Krebs verstarb, gab Grandmaster Caz am 19. November desselben Jahres auf dem Blog cuepoint ein offizielles Statement ab, in dem er seinen Frieden mit Big Bank Hank schloss.

## Würdigung
1998 wurde Grandmaster Caz im Blaze Magazin in der „Liste der Top 50 MCs aller Zeiten“ auf den elften Platz gewählt. Zudem wurde er 1999 in die Technics DJ Hall of Fame aufgenommen. Im Juni 2008 erhielt er ein Schild auf dem Bronx Walk of Fame.

## Diskografie
Studioalben
- 1992: The Grandest of Them All
- 2008: Mid Life Crisis

Kompilationen
- 2004: You Need Stitches: The Tuff City Sessions 1982–1988
- 2006: Rare & Unreleased Old School Hip Hop ’86–’87
- 2008: Crotona Park Jams

Singles und EPs
- 1983: Grandmaster Caz & Chris Stein – Wild Style Theme Rap
- 1983: Grand Master Caz & Chris Stein – Wild Style Theme Rap No.1
- 1985: Yvette/Mister Bill
- 1986: Count Basey
- 1987: Get Down Grandmaster/I’m Caz
- 1989: You Need Stitches
- 1992: Star Search
- 1994: Grandmaster Caz & Whipper Whip – To All the Party People
- 1996: 45 King Old School Remixes Vol. 4
- 1998: Grandmaster Caz & Chris Stein – Wild Style Theme Rap 1/Wild Style Subway Rap
- 1999: DJ Parker Lee Presents: Grandmaster Caz
- 2000: MC Delight (Casanova’s Revenge)
- 2003: Grandmaster Caz & DJ Signify – Untitled
- 2005: Grandmaster Caz & DJ Haitian Star – Move the Crowd/Scene of the Rhyme
- 2015: Downtown